# Чернігівська духовна семінарія

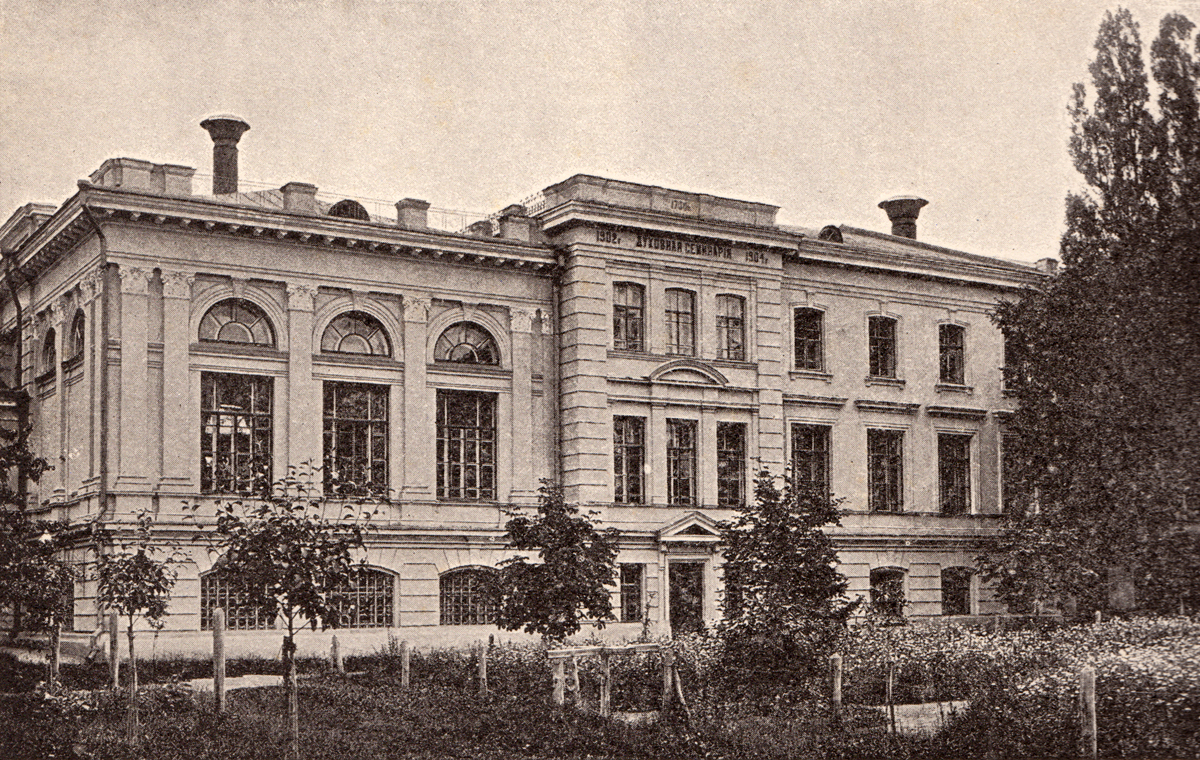
Чернігівська духовна семінарія

Чернігівська духовна семінарія — середній духовний навчальний заклад для підготовки священнослужителів. Заснований 1776 шляхом реорганізації Чернігівського колегіуму. Підпорядковувалася архієпископам. Складалася з 4-х загальноосвітніх і 2-х спеціальних богословських класів-відділень.

## Історія
З 1853 року мала місіонерське відділення у розкольницьких справах. Відала духовними повітовими та парафіяльними училищами. Ліквідована після Жовтня 1917.
Чернігівська духовна семінарія містилася в комплексі одно-, триповерхових будівель, який склався на просторій садибі XVII століття чернігівського полковника, наказного гетьмана Лівобережної України Павла Полуботка (1660—1723). Розташований у північно-східній частині міста за річкою Стрижнем на розі сучасної вулиць Павла Полуботка та Воїнів-інтернаціоналістів. У комплекс будівель, зведених у XVIII—XIX століттях, включені залишки будинку Полуботка XVII століття.

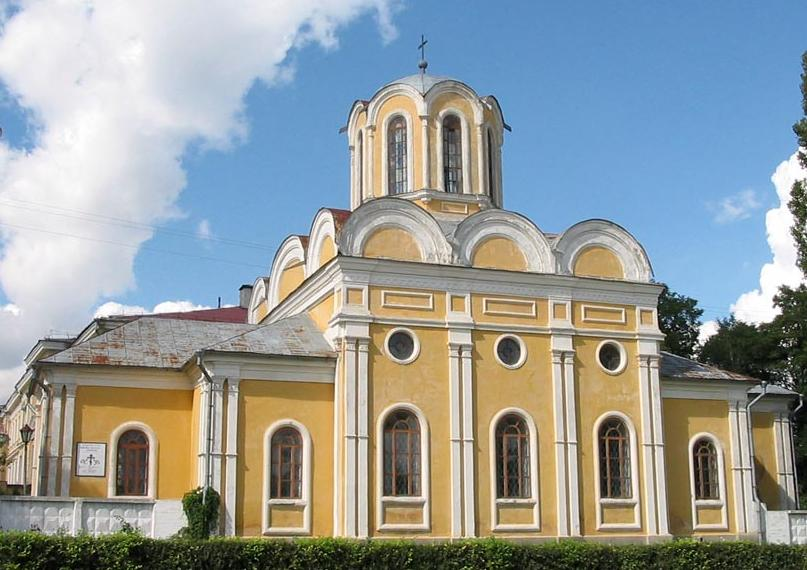
Храм св. кн. Михайла і боярина Федора

Складається комплекс з трьох корпусів, розміщених хрестоподібно і з'єднаних між собою на рівні 2-го поверху переходами над арочними проїздами. Центральний корпус зорієнтований по осі на південь-схід і північ-схід. Південно-західний корпус, розташований ближче до річки, з півночі має бокові ризаліти з восьмикутними вежами, винесеними за межі основного об'єму корпусу.
З південного боку головного корпусу по межі дільниці розміщена однобанна церква Михайла і Федора. Будівля семінарії віддалена від вулиці за винятком церкви, розміщеної по червоній лінії вул. Богуславської (тепер вулиця Гетьмана Полуботка). Вона завершує видову перспективу вулиці від Красної площі. До кінця XVIII століття була в комплексі трьох церков, дві з яких (Варваринська і Вознесенська) були розібрані. Зведення будівель для Чернігівської духовної семінарії та їх перебудова тривали до початку XX століття з участю ряду архітекторів. Це залишило свій відбиток на композиції всього комплексу та архітектурі окремих корпусів. Якщо у двоповерховому корпусі з вежами помітні барочні риси, то в центральному триповерховому та двоповерховому східних корпусах чіткіше виступають риси класицизму.
У 1928—41 роках у будівлях колишньої семінарії містився Чернігівський педагогічний інститут. Під час німецько-фашистської окупації будівлям завдано значних руйнувань. Після проведення ремонтно-реставраційних робіт тут розміщені медичні установи.

## Ректори
- Ієрофей (Малицький) (20.04.1786—1788)
- Феофан Шиянов-Чернявський (1798—1799)
- Афанасій Корчанов (21.03. 1799—1811)
- Феофіл Татарський (1813—1814)
- Феофан Александров (1814—1817)
- Афанасій Соколов (1830 — 29 апреля 1832)
- Климент Можаров (24 декабря 1850 — 31 марта 1852)
- Вассіан (Чудновський) (21 февраля 1854—1860)
- Євгеній (Шерешило) (1861—1868)
- Микола Марков (?-1892)
- Алексій Воронов (1892—1894)
- Костянтин Єфремов (1894—1904)
- Яків Ґалахов (1905—1907)
- Василій Богоявленський (1908—1909)
- Олександр Четиркін (1909—1910)
- Алексій (Баженов) (1911—1913)
- Василій Сокольський (1914—1917)
- Миколай Могилевський (1917—1918)

### Відомі викладачі
- Осип Самчевський;
- Феоктист Смельницький священномученик (1913—1917);
- Дмитрій Скворцов;
- Єроним (Екземплярський);
- Олександр Соловйов.

## В семінарії навчалися
- 1791 — письменник та імператорський бібліотекар Юхим Люценко
- 1867 — винахідник ракетного двигуна Микола Кибальчич
- 1882—1887 — український православний проповідник та педагог, діяч земського руху на Стародубщині Іван Нагорський.
- 1898— священномученик Феоктист Смельницький
- 1894—1901 — відомий ватажок большевицьких загонів в Україні Микола Подвойський
- 1895—1901 — діяч Української Народної Республіки і Всеукраїнської Академі Наук Володимир Барвінок.
- 1907—1913 — український поет Павло Тичина
- 1910—1914 — український письменник і громадський діяч Василь Блакитний
- 1910—1916 — український композитор Григорій Верьовка